# Larry Darnell
Larry Darnell (né Leo Edward Donald le 21 décembre 1928, Columbus - mort le 3 juillet 1983, Columbus) était un célèbre chanteur américain qui a joué un rôle dans l'émergence d'un style de rhythm and blues propre à La Nouvelle-Orléans, de la fin des années 1940 au début des années 1950.

## Biographie
À l'adolescence, il quitta le domicile familial pour travailler en tant que danseur dans une troupe itinérante, les Brownskin Models, mais s'installa rapidement à La Nouvelle-Orléans pour y travailler comme chanteur au Dew Drop Inn.  En 1949, Fred Mendelsohn le fit signer sur le label Regal Records au New Jersey. Ses deux premiers enregistrements, "I'll Get Along Somehow" et "For You My Love", atteignirent les premières places des chartes américains en novembre 1949, et pour le single "For You My Love", écrit par Paul Gayten, la première place durant huit semaines.
Les titres suivants "I Love My Baby" et "Oh Babe!" de Louis Prima furent aussi des succès. La puissance et le timbre de la voix de Darnell, ajoutés à ses succès commerciaux, contribuèrent à l'émergence d'un mouvement musical populaire qui sera par la suite mondialement connu sous le nom de rock 'n' roll.  Cependant, après la disparition du label Regal en 1951, ses chansons ne rencontrent plus le même succès. Connu par la suite comme "Mr. Heart & Soul" (traduction : Mr. Cœur et Âme), il apparut en 1955 dans le film Harlem Rock & Roll Revue, et passa le reste de la décennie à enregistrer pour différents labels, quittant peu à peu la scène musicale.
En 1969, il fit ces derniers enregistrement, pour le label Instant à La Nouvelle-Orléans. Se retirant définitivement du circuit professionnel, il continua à chanter dans des églises et pour des œuvres caritatives. En 1979, il fut violemment agressé et subit d'importantes blessures. Ses docteurs, l'opérant pour lui sauver la vie, lui découvrirent un cancer des poumons qui l'emporta en 1983.